# أكسيد الكوبالت الثنائي والثلاثي
أكسيد الكوبالت الثنائي والثلاثي هو أكسيد مختلط للكوبالت في حالتي الأكسدة +2 و +3؛ صيغته الكيميائية Co3O4 ويوجد على هيئة صلب أسود.

## التحضير
يحضر هذا الأكسيد من تسخين أكسيد الكوبالت الثنائي بوجود أكسجين الهواء عند درجات حرارة تتراوح بين 400-500 °س.
{\displaystyle \mathrm {6\ CoO+O_{2}\longrightarrow 2\ Co_{3}O_{4}} }

## الخواص
يوجد أكسيد الكوبالت الثنائي والثلاثي في الشروط القياسية على هيئة صلب أسود، وهو غير قابل للانحلال في الماء. للمركب بنية بلورية تتبع النظام البلوري المكعب بشكل متراص.

## الاستخدامات
يستخدم هذا الأكسيد في تحضير خضاب الإسملت الأزرق المستخدم في تلوين الزجاج والخزف.